# Kuba Giermaziak

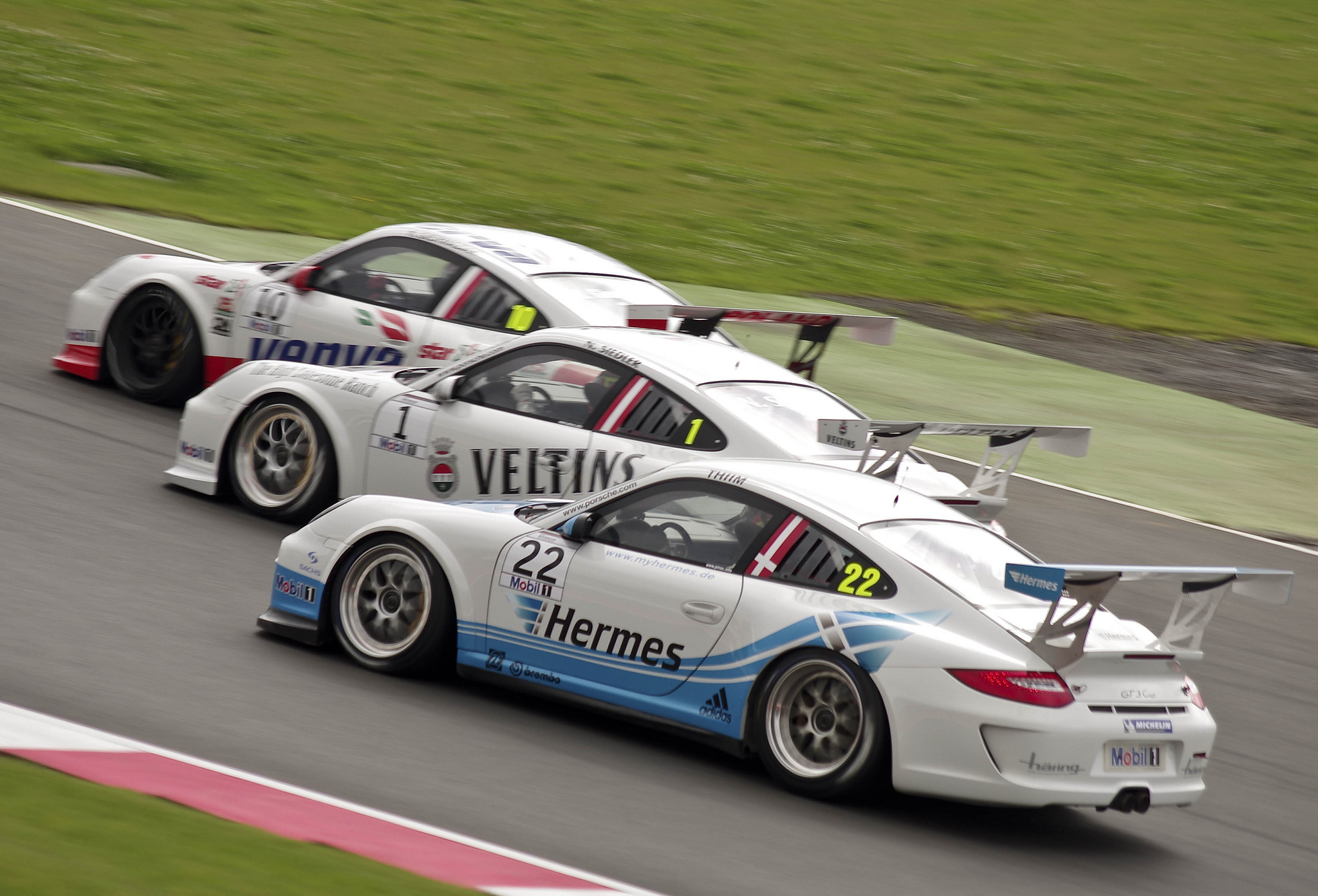
Jakub Giermaziak, Norbert Siedler i Nicki Thiim podczas wyścigu Grand Prix Wielkiej Brytanii w Porsche Supercup (8 lipca 2011)

Jakub Franciszek Giermaziak (ur. 9 lipca 1990 w Gostyniu) – polski kierowca wyścigowy, w latach 2010–2015 startujący w serii Porsche Supercup w zespole Verva Lechner Racing Team.

## Życiorys
Kuba Giermaziak wychowywał się w Godurowie. Karierę w sporcie motorowym rozpoczął w roku 2000 od kartingu, w którym ścigał się do roku 2006, przy czym właśnie w roku 2006 osiągał swoje największe sukcesy – w kategorii Junior Rok 125 zajął pierwsze miejsce w Pucharze Kategorii Narodowych oraz w Pucharze Europy Wschodniej, a także drugie miejsce w Finale Światowym Rok Cup w Lonato.
W roku 2007 zadebiutował w Formule Renault 2000 w zespole Motopark Academy, zajmując w klasyfikacji generalnej Północnoeuropejskiego Pucharu Formuły Renault 2.0 10 miejsce. W roku 2008 w tych samych mistrzostwach zajął 6 miejsce, startował także w Pucharze Europy Formuły Renault, gdzie był 18.
W 2009 roku startował w serii ADAC GT Masters w zespole ARGO Racing. Jego samochodem było Audi R8 LMS, a partnerem w zespole Frank Kechele. Od czerwca zaczął ponownie startować w FR 2.0, zarówno w Eurocup jak i NEC.
W 2010 roku rozpoczął ściganie w serii Porsche Supercup w pierwszym w historii polskiego motosportu zespole wyścigowym VERVA Racing Team. Jego partnerem w debiutanckim sezonie był Robert Lukas.
Sezon 2011 to debiut w Formule 3 Euro Series w zespole STAR Racing Team. Sponsorem był PKN Orlen. Kontynuował starty także w serii Porsche Supercup. Jego partnerem w zespole VERVA Racing Team był Štefan Rosina.
22 maja 2011 roku, podczas Grand Prix Hiszpanii Porsche Supercup, Kuba Giermaziak dojechał na metę na trzecim miejscu zdobywając pierwsze w swojej karierze miejsce na podium w trakcie startów w tej serii. Został zarazem pierwszym Polakiem, który tego dokonał podczas startów w tych wyścigach.
24 lipca 2011 roku, podczas Grand Prix Niemiec Porsche Supercup, Kuba Giermaziak wywalczył pierwsze w swojej karierze pole position. Jego partner z zespołu Štefan Rosina zajął drugie miejsce dzięki czemu VERVA Racing Team osiągnął po raz pierwszy w swojej historii dublet w zawodach Porsche Supercup. Następnego dnia wyścigu Giermaziak dojechał do mety na drugim miejscu, za Renè Rastem.
31 lipca 2011 roku na węgierskim torze Hungaroring, Kuba Giermaziak wygrał swój pierwszy wyścig  w serii Porsche Supercup. Powtórzył ten wynik również w następnym wyścigu tego sezonu, 28 sierpnia 2011, na torze – Circuit de Spa-Francorchamps w Belgii, startując z pole position. Sezon 2011 Kuba Giermaziak ukończył na 3. miejscu w klasyfikacji generalnej kierowców.
W listopadzie 2011 Giermaziak znalazł się w gronie dwudziestu polskich sportowców nominowanych do tytułu „Sportowca Roku” w 77. edycji Plebiscytu Przeglądu Sportowego. Otrzymał nagrodę w kategorii „Odkrycie Roku”.
W roku 2012 Kuba Giermaziak kontynuował starty w serii Porsche Supercup w barwach Verva Racing Team. Jego partnerem w zespole był Patryk Szczerbiński, który dołączył do teamu w wyniku otwartego naboru przeprowadzonego przez PKN Orlen. W sezonie 2012 Kuba Giermaziak raz stanął na podium, zajmując 3. miejsce podczas wyścigu na węgierskim torze Hungaroring.
We wrześniu 2012 roku Kuba Giermaziak wystartował w Petit Le Mans, jednym z najbardziej prestiżowych wyścigów długodystansowych w Stanach Zjednoczonych. Polski kierowca jadący wraz z Henrique Cisnerosem i Mario Farnbacherem w zespole Momo NGT Sport, odniósł zwycięstwo w klasie GT Challenge i został pierwszym polskim zawodnikiem, który zwyciężył w legendarnym wyścigu Petit Le Mans.
W roku 2013 Kuba Giermaziak trzykrotnie stanął na podium w wyścigach serii Porsche Supercup. Pierwszy raz dokonał tego 26 maja podczas drugiej rundy sezonu rozgrywanej w Monako, gdzie zajął 2. miejsce tuż za Seanem Edwardsem. Podczas wyścigu na węgierskim Hungaroring 28 lipca oraz 2 listopada na torze Yas Marina w Abu Zabi Polak stanął na najniższym stopniu podium. Te osiągnięcia pozwoliły zakończyć ubiegły sezon na 5. pozycji w klasyfikacji generalnej kierowców.
1 września 2013 roku Kuba Giermaziak wygrał legendarny belgijski wyścig Menzo 24 Hours of Zolder i został pierwszym polskim kierowcą, który zwyciężył w 24-godzinnym wyścigu. Polak wraz z Dylanem Derdaelem, Kennethem Heyerem, Bertem Redantem i Frankiem Thiersem reprezentował barwy zespołu Belgium Racing. Pięcioosobowy skład jadący Porsche 997 GT3 Cup w ciągu 24 godzin pokonał 801 okrążeń i o 16 kółek wyprzedził drugi na mecie zespół JR Motorsport. Trzecie miejsce na podium zajęła druga załoga ekipy Belgium Racing.
15 września 2013 roku Kuba Giermaziak zwyciężył w wyścigu serii ADAC GT Masters. Polak gościnnie jadący w zespole Farnbacher Racing wygrał na słowackim torze Slovakiaring. Wraz z Dunką Christiną Nielsen odniósł zwycięstwo w kategorii Gentlemen.
W 2013 roku Kuba Giermaziak dwukrotnie wystartował w serii European Le Mans Series. W barwach zespołu Momo Megatron DF1 wraz z Dylanem Derdealem i Raffim Baderem wziął udział w trzygodzinnych wyścigach na torze Silverstone oraz na włoskiej Imoli kierując Audi R8 LMS. Ponadto ścigał się w 51. edycji Rolex 24 at Daytona oraz 12 Hours of Sebring.
14 grudnia 2013 w centrali Porsche AG w Weissach odbyła się coroczna gala Porsche Night of Champions, podczas której nagradzane są osoby ze świata motosportu związane z marką Porsche. Jedną z wyróżnionych osób podczas tej prestiżowej imprezy został Kuba Giermaziak, który odebrał statuetkę za wyniki w wyścigach długodystansowych. Kuba Giermaziak znalazł się wśród laureatów już po raz drugi. Podczas gali w 2011 roku został nagrodzony za zajęcie 3. miejsca w klasyfikacji generalnej Porsche Supercup.
W sezonie 2014 Kuba Giermaziak po raz piąty reprezentuje barwy zespołu Verva Lechner Racing Team. Pierwszy tegoroczny sukces odniósł 25 maja, w drugim wyścigu sezonu rozegranym na torze w Monako. Do niedzielnego wyścigu Kuba ruszał z pierwszego pola wywalczonego w kwalifikacjach. Mimo zaciętej rywalizacji polski kierowca odparł ataki rywali i po raz pierwszy w historii zwyciężył w Monte Carlo. Kolejny sukces wywalczył już w następnym wyścigu. 22 czerwca na torze Red Bull Ring w Austrii Kuba zwyciężył w pięknym stylu, perfekcyjnie jadąc przez cały dystans.
W trzecim wyścigu z rzędu Kuba Giermaziak również stanął na podium. Podczas rundy rozegranej 6 lipca w Wielkiej Brytanii na torze Silverstone Polak zajął 2. miejsce. Wygrał Clemens Schmid, trzeci był Earl Bamber. 27 lipca odbył się wyścig na jednym z ulubionych torów Kuby – Hungaroringu. W dotychczasowych pięciu wyścigach na tym obiekcie, polski kierowca czterokrotnie stawał na podium. Tym razem powtórzył wynik z 2011 roku i ponownie wygrał wyścig na Węgrzech. W następnym wyścigu w Belgii Giermaziak stracił prowadzenie spadając na drugie miejsce na rzecz Bambera (zajął odległe, 11. miejsce, podczas gdy jego konkurent wygrał) i na tej pozycji zakończył sezon, który był najlepszy dla Polaka w jego dotychczasowej karierze (3 zwycięstwa, 4 razy na podium).
W sezonie 2015 Giermaziak w inauguracyjnym wyścigu w Hiszpanii zajął drugie miejsce, natomiast w trzech kolejnych rundach zajmował pozycje w okolicy pierwszej dziesiątki. W piątym wyścigu sezonu na torze Hungaroring Polak zaciekle walczył z Alexem Riberasem o czwarte miejsce, by na mecie wygrać z nim o 0,002 sekundy. Ponadto w tym sezonie nie ukończył dwóch wyścigów, przez co zajął dalsze miejsce w klasyfikacji generalnej.
Poza startami w Porsche Supercup Kuba Giermaziak kilka razy wziął udział w wyścigach amerykańskiej serii United SportsCar Championship w barwach zespołu NGT Motorsport. Polski kierowca ścigał się modelem Porsche 911 GT America w klasie GTD (GT Daytona).
W 2015 roku wystartował w 24h Le Mans wraz z pozostałymi kierowcami (Abdulaziz Al Faisal oraz Michael Avenatti) załogi nr 66 ukończył wyścig na siódmej pozycji w klasie GTE Am.

## Wyniki

### Porsche Supercup
| Legenda oznaczeń w tabelach wyników Wyświetl szablon na nowej stronie | Legenda oznaczeń w tabelach wyników Wyświetl szablon na nowej stronie                                                                     |
| Oznaczenie                                                            | Wyjaśnienie |
| --------------------------------------------------------------------- | --- |
| Złoty                                                                 | Zwycięzca lub mistrzostwo |
| Srebrny                                                               | 2. miejsce lub wicemistrzostwo |
| Brązowy                                                               | 3. miejsce lub II wicemistrzostwo |
| Zielony                                                               | Ukończył, punktował (w klasyfikacji generalnej, gdy zdobył co najmniej jeden punkt na przestrzeni sezonu, poza trzema powyższymi opcjami) |
| Niebieski                                                             | Ukończył, nie punktował (w klasyfikacji generalnej, gdy nie zdobył co najmniej jednego punktu na przestrzeni sezonu)                      |
| Czerwony                                                              | Nie zakwalifikował się (NZ) |
| Czerwony                                                              | Nie prekwalifikował się (NPK) |
| Różowy                                                                | Nie ukończył (NU) |
| Różowy                                                                | Niesklasyfikowany (NS) (w klasyfikacji generalnej, gdy nie został sklasyfikowany w żadnym wyścigu sezonu)                                 |
| Czarny                                                                | Zdyskwalifikowany (DK) |
| Czarny                                                                | Wykluczony (WYK/EX) |
| Biały                                                                 | Nie wystartował (NW) |
| Biały                                                                 | Kontuzjowany (K/INJ) |
| Biały                                                                 | Wyścig odwołany (OD/C) |
| Bez koloru                                                            | Został wycofany (WYC/WD) |
| Bez koloru                                                            | Nie przybył (NP/DNA) |
| Bez koloru                                                            | Nie brał udziału w treningach (NT/DNP) |
| Bez koloru                                                            | Nie został zgłoszony (–) |
| Pogrubienie                                                           | Start z pole position |
| Kursywa                                                               | Najszybsze okrążenie wyścigu |
| †                                                                     | Nie ukończył, ale jego rezultat został zaliczony ze względu na przejechanie więcej niż 90% dystansu wyścigu.                              |
| *                                                                     | Sezon w trakcie |
| 1/2/3                                                                 | Punktowana pozycja w sprincie |
| Lista systemów punktacji Formuły 1                                    | |

| Sezon | Zespół                    | Wyniki w poszczególnych eliminacjach | Wyniki w poszczególnych eliminacjach | Wyniki w poszczególnych eliminacjach | Wyniki w poszczególnych eliminacjach | Wyniki w poszczególnych eliminacjach | Wyniki w poszczególnych eliminacjach | Wyniki w poszczególnych eliminacjach | Wyniki w poszczególnych eliminacjach | Wyniki w poszczególnych eliminacjach | Wyniki w poszczególnych eliminacjach | Wyniki w poszczególnych eliminacjach | Punkty | Pozycja |
| ----- | ------------------------- | ------------------------------------ | ------------------------------------ | ------------------------------------ | ------------------------------------ | ------------------------------------ | ------------------------------------ | ------------------------------------ | ------------------------------------ | ------------------------------------ | ------------------------------------ | ------------------------------------ | ------ | ------- |
| 2010  | Verva Racing Team         | BHR1                                 | BHR2                                 | ESP                                  | MCO                                  | VAL                                  | GBR                                  | DEU                                  | HUN                                  | BEL                                  | ITA                                  |                                      | 54     | 10      |
| 2010  | Verva Racing Team         | 12                                   | 14                                   | DK                                   | 13                                   | 14                                   | 5                                    | 15                                   | 6                                    | 7                                    | 10                                   |                                      | 54     | 10      |
| 2011  | Verva Racing Team         | TUR                                  | ESP                                  | MCO                                  | DEU1                                 | GBR                                  | DEU2                                 | HUN                                  | BEL                                  | ITA                                  | ARE1                                 | ARE2                                 | 140    | 3       |
| 2011  | Verva Racing Team         | 7                                    | 3                                    | 5                                    | 12                                   | 8                                    | 2                                    | 1                                    | 1                                    | 6                                    | 10                                   | 6                                    | 140    | 3       |
| 2012  | Verva Racing Team         | BHR1                                 | BHR2                                 | MCO                                  | VAL                                  | GBR                                  | DEU                                  | HUN1                                 | HUN2                                 | BEL                                  | ITA                                  |                                      | 99     | 7       |
| 2012  | Verva Racing Team         | 8                                    | 5                                    | 7                                    | 10                                   | 4                                    | NU                                   | 9                                    | 3                                    | 7                                    | 4                                    |                                      | 99     | 7       |
| 2013  | Verva Racing Team         | ESP                                  | MCO                                  | GBR                                  | DEU                                  | HUN                                  | BEL                                  | ITA                                  | ARE1                                 | ARE2                                 |                                      |                                      | 105    | 5       |
| 2013  | Verva Racing Team         | 4                                    | 2                                    | 5                                    | NU                                   | 3                                    | 11                                   | 6                                    | 3                                    | 6                                    |                                      |                                      | 105    | 5       |
| 2014  | Verva Lechner Racing Team | ESP                                  | MCO                                  | AUT                                  | GBR                                  | DEU                                  | HUN                                  | BEL                                  | ITA                                  | USA1                                 | USA2                                 |                                      | 132    | 2       |
| 2014  | Verva Lechner Racing Team | 8                                    | 1                                    | 1                                    | 2                                    | 6                                    | 1                                    | 8                                    | 4                                    | 11                                   | 7                                    |                                      | 132    | 2       |
| 2015  | Verva Lechner Racing Team | ESP                                  | MCO                                  | AUT                                  | GBR                                  | HUN                                  | BEL1                                 | BEL2                                 | ITA1                                 | ITA2                                 | USA1                                 | USA2                                 | 63     | 11      |
| 2015  | Verva Lechner Racing Team | 2                                    | 9                                    | 12                                   | 11                                   | 4                                    | 9                                    | 14                                   | NU                                   | 13                                   | OD                                   | NU                                   | 63     | 11      |

### Formuła 3 Euro Series
| Legenda oznaczeń w tabelach wyników Wyświetl szablon na nowej stronie | Legenda oznaczeń w tabelach wyników Wyświetl szablon na nowej stronie                                                                     |
| Oznaczenie                                                            | Wyjaśnienie |
| --------------------------------------------------------------------- | --- |
| Złoty                                                                 | Zwycięzca lub mistrzostwo |
| Srebrny                                                               | 2. miejsce lub wicemistrzostwo |
| Brązowy                                                               | 3. miejsce lub II wicemistrzostwo |
| Zielony                                                               | Ukończył, punktował (w klasyfikacji generalnej, gdy zdobył co najmniej jeden punkt na przestrzeni sezonu, poza trzema powyższymi opcjami) |
| Niebieski                                                             | Ukończył, nie punktował (w klasyfikacji generalnej, gdy nie zdobył co najmniej jednego punktu na przestrzeni sezonu)                      |
| Czerwony                                                              | Nie zakwalifikował się (NZ) |
| Czerwony                                                              | Nie prekwalifikował się (NPK) |
| Różowy                                                                | Nie ukończył (NU) |
| Różowy                                                                | Niesklasyfikowany (NS) (w klasyfikacji generalnej, gdy nie został sklasyfikowany w żadnym wyścigu sezonu)                                 |
| Czarny                                                                | Zdyskwalifikowany (DK) |
| Czarny                                                                | Wykluczony (WYK/EX) |
| Biały                                                                 | Nie wystartował (NW) |
| Biały                                                                 | Kontuzjowany (K/INJ) |
| Biały                                                                 | Wyścig odwołany (OD/C) |
| Bez koloru                                                            | Został wycofany (WYC/WD) |
| Bez koloru                                                            | Nie przybył (NP/DNA) |
| Bez koloru                                                            | Nie brał udziału w treningach (NT/DNP) |
| Bez koloru                                                            | Nie został zgłoszony (–) |
| Pogrubienie                                                           | Start z pole position |
| Kursywa                                                               | Najszybsze okrążenie wyścigu |
| †                                                                     | Nie ukończył, ale jego rezultat został zaliczony ze względu na przejechanie więcej niż 90% dystansu wyścigu.                              |
| *                                                                     | Sezon w trakcie |
| 1/2/3                                                                 | Punktowana pozycja w sprincie |
| Lista systemów punktacji Formuły 1                                    | |

| Sezon | Zespół           | Bolid        | Silnik | Wyniki w poszczególnych eliminacjach | Wyniki w poszczególnych eliminacjach | Wyniki w poszczególnych eliminacjach | Wyniki w poszczególnych eliminacjach | Wyniki w poszczególnych eliminacjach | Wyniki w poszczególnych eliminacjach | Wyniki w poszczególnych eliminacjach | Wyniki w poszczególnych eliminacjach | Wyniki w poszczególnych eliminacjach | Wyniki w poszczególnych eliminacjach | Wyniki w poszczególnych eliminacjach | Wyniki w poszczególnych eliminacjach | Wyniki w poszczególnych eliminacjach | Wyniki w poszczególnych eliminacjach | Wyniki w poszczególnych eliminacjach | Wyniki w poszczególnych eliminacjach | Wyniki w poszczególnych eliminacjach | Wyniki w poszczególnych eliminacjach | Wyniki w poszczególnych eliminacjach | Wyniki w poszczególnych eliminacjach | Wyniki w poszczególnych eliminacjach | Wyniki w poszczególnych eliminacjach | Wyniki w poszczególnych eliminacjach | Wyniki w poszczególnych eliminacjach | Wyniki w poszczególnych eliminacjach | Wyniki w poszczególnych eliminacjach | Wyniki w poszczególnych eliminacjach | Punkty | Pozycja |
| ----- | ---------------- | ------------ | ------ | ------------------------------------ | ------------------------------------ | ------------------------------------ | ------------------------------------ | ------------------------------------ | ------------------------------------ | ------------------------------------ | ------------------------------------ | ------------------------------------ | ------------------------------------ | ------------------------------------ | ------------------------------------ | ------------------------------------ | ------------------------------------ | ------------------------------------ | ------------------------------------ | ------------------------------------ | ------------------------------------ | ------------------------------------ | ------------------------------------ | ------------------------------------ | ------------------------------------ | ------------------------------------ | ------------------------------------ | ------------------------------------ | ------------------------------------ | ------------------------------------ | ------ | ------- |
| 2011  | STAR Racing Team | Dallara F308 | VW     | LEC                                  | LEC                                  | LEC                                  | HOC                                  | HOC                                  | HOC                                  | ZAN                                  | ZAN                                  | ZAN                                  | RBR                                  | RBR                                  | RBR                                  | NOR                                  | NOR                                  | NOR                                  | NÜR                                  | NÜR                                  | NÜR                                  | SIL                                  | SIL                                  | SIL                                  | VAL                                  | VAL                                  | VAL                                  | HOC                                  | HOC                                  | HOC                                  | 29     | 12      |
| 2011  | STAR Racing Team | Dallara F308 | VW     | 7                                    | 8                                    | NU                                   | 14                                   | 14                                   | NU                                   | NU                                   | 10                                   | 9                                    | 12                                   | 8                                    | 9                                    | 7                                    | NU                                   | 6                                    | 11                                   | 10                                   | 11                                   | -                                    | -                                    | -                                    | -                                    | -                                    | -                                    | -                                    | -                                    | -                                    | 29     | 12      |

### Podsumowanie
| Sezon | Seria                                               | Team                      | Wyścigi | Wygrane | Pole Position | Najszybsze okrążenie | Podium | Punkty | Pozycja |
| ----- | --------------------------------------------------- | ------------------------- | ------- | ------- | ------------- | -------------------- | ------ | ------ | ------- |
| 2007  | Północnoeuropejski Puchar Formuły Renault 2.0       | Motopark Academy          | 15      | 0       | 0             | 0                    | 0      | 97     | 10      |
| 2007  | Europejski Puchar Formuły Renault 2.0               | Motopark Academy          | 2       | 0       | 0             | 0                    | 0      | 0      | NS      |
| 2008  | Europejski Puchar Formuły Renault 2.0               | Motopark Academy          | 14      | 0       | 0             | 0                    | 0      | 10     | 18      |
| 2008  | Północnoeuropejski Puchar Formuły Renault 2.0       | Motopark Academy          | 14      | 0       | 0             | 0                    | 5      | 206    | 6       |
| 2008  | Portugalska Formuła Renault 2.0 Winter Series       | Motopark Academy          | 2       | 0       | 0             | 0                    | 0      | 4      | 18      |
| 2009  | Europejski Puchar Formuły Renault 2.0               | Motopark Academy          | 8       | 0       | 0             | 0                    | 1      | 32     | 9       |
| 2009  | Północnoeuropejski Puchar Formuły Renault 2.0       | Motopark Academy          | 10      | 0       | 0             | 0                    | 1      | 115    | 14      |
| 2009  | ADAC GT Masters                                     | Argo Racing               | 10      | 0       | 0             | 1                    | 3      | 35     | 11      |
| 2010  | Porsche Supercup                                    | Verva Racing Team         | 10      | 0       | 0             | 0                    | 0      | 56     | 10      |
| 2010  | ADAC GT Masters                                     | Abt Sportsline            | 10      | 2       | 2             | 0                    | 4      | 42     | 8       |
| 2011  | Formuła 3 Euro Series                               | STAR Racing Team          | 18      | 0       | 0             | 0                    | 0      | 29     | 12      |
| 2011  | Porsche Supercup                                    | Verva Racing Team         | 11      | 2       | 2             | 1                    | 4      | 140    | 3       |
| 2012  | Porsche Supercup                                    | Verva Racing Team         | 10      | 0       | 1             | 0                    | 1      | 99     | 7       |
| 2012  | American Le Mans Series (klasa GTC)                 | NGT Motorsport            | 1       | 0       | 0             | 0                    | 0      | 24     | 18      |
| 2013  | Porsche Supercup                                    | Verva Racing Team         | 9       | 0       | 1             | 1                    | 3      | 105    | 5       |
| 2013  | European Le Mans Series (klasa GTC)                 | Momo-Megatron             | 2       | 0       | 1             | 0                    | 0      | 16     | 6       |
| 2013  | American Le Mans Series (klasa GTC)                 | NGT Motorsport            | 2       | 0       | 0             | 0                    | 0      | 0      | NS      |
| 2013  | Grand American Rolex Series (klasa GT)              | MOMO/NGT Motorsport       | 1       | 0       | 0             | 0                    | 0      | 16     | 58      |
| 2013  | 24 Hours of Zolder – Division 1 Class 1             | Belgium Racing            | 1       | 1       | 0             | 0                    | 1      | N/A    | 1       |
| 2014  | Porsche Supercup                                    | Verva Lechner Racing Team | 10      | 3       | 2             | 1                    | 4      | 132=   | 2       |
| 2014  | United Sports Car Championship – GTD                | NGT Motorsport            | 6       | 0       | 0             | 0                    | 0      | 92     | 30      |
| 2015  | Porsche Supercup                                    | Verva Lechner Racing Team | 10      | 0       | 0             | 0                    | 1      | 63*    | 11*     |
| 2015  | United Sports Car Championship – GTD                | GB Autosport              | 2       | 0       | 0             | 0                    | 0      | 26     | 43      |
| 2015  | FIA World Endurance Championship Cup for GT Drivers | JMW Motorsport            | ?       | ?       | ?             | ?                    | ?      | 0†     | NS†     |
| 2015  | FIA World Endurance Championship – LMGTE Am         | JMW Motorsport            | 1       | 0       | 0             | 0                    | 0      | 0†     | NS†     |

† – Giermaziak nie był zaliczany do klasyfikacji.